# عملیات ملارد
عملیات ملارد با نام رمز عملیات نیروهای هوابرد بود که توسط ارتش بریتانیا در ۶ ژوئن ۱۹۴۴ به عنوان بخشی از پیاده‌سازی در نرماندی در طول جنگ جهانی دوم انجام شد.
هدف، انتقال هوایی پیاده‌نظام گلایدر تیپ ۶ فرودهوایی و نیروهای لشکر برای تقویت سمت چپ سواحل مورد تهاجم توسط لشکر ۶ هوابرد بود. ملارد با استفاده از دو منطقه فرود، یکی در غرب کانال کان و دیگری در شرق رودخانه اورن، سومین عملیات هوایی بود که واحدهای مختلف لشکر را در روز دی درگیر کرد. در ابتدا تسخیر پل‌های کانال کان و رودخانه اورن که امروزه به نام‌های پگاسوس و پل هورسا انجام شد. در ادامه عملیات تونگا دنبال شد و دو تیپ چترباز این لشکر را در نزدیکی کان به سمت شرق فرود آمدند.
در عملیات ملارد، ۲۴۶ گلایدر از مجموع ۲۵۶ گلایدر به سلامت توسط هواپیما شماره ۳۸ گروه RAF و گروه شماره ۴۸ به مناطق فرود خود رسیدند. فرودها شامل اولین تانک تتراک بود که از طریق هوا وارد نبرد شدند.